# Olsenbandens aller siste kupp
Olsenbandens aller siste kupp, deutscher Festivaltitel: Die Olsenbande und ihr allerletzter Coup, ist der zwölfte Film aus der Filmreihe der Olsenbande (Norwegen). Die norwegische Filmkomödie von Knut Bohwim ist eine teilweise Neuverfilmung nach Vorlagen der beiden dänischen Filme Die Olsenbande fliegt über die Planke und Die Olsenbande fliegt über alle Berge. Sie hatte am 17. September 1982 ihre Kinopremiere.

## Handlung
Egon wird wieder aus dem Gefängnis entlassen und plant, sich diesmal für immer zur Ruhe zu setzen. Kjell braucht Geld, da er und seine Frau Valborg Silberhochzeit feiern wollen. Außerdem möchte er ihr endlich einen Pelzmantel schenken. Egon hat einen Plan aus dem Gefängnis mitgebracht, denn er hat erfahren, dass die Führungsspitze der Versicherungsgesellschaft Hoher Norden ('Høye Nord') Geld unterschlagen hat. Die Olsenbande will sich daher in einem kleinen und ungefährlich aussehenden Coup die „bescheidene“ Summe von „fünf Millionen“ holen. Sie brechen in die Zentrale der Versicherungsgesellschaft ein und stehlen aus dem dortigen Franz-Jäger-Tresor den Koffer mit dem Schwarzgeld, das der Direktor der Gesellschaft, Bang-Johansen, und sein Vizedirektor Hallandsen veruntreut haben.
Das Dumme Schwein (Biffen) wird daraufhin von Bang-Johansen auf Egon angesetzt und nimmt ihm den Koffer wieder ab, mit Auftrag, ihn auch zu beseitigen. Mittels eines alten Fisches in der Lüftungsanlage, den sie auch schon beim Kofferdiebstahl verwendeten, vertreiben die Bandenmitglieder das Dumme Schwein aus seinem Pförtnerhäuschen und können so Egon befreien. Der Koffer ist allerdings schon wieder bei Hallandsen, so dass ein neuer Plan her muss.
Egon weiß aber, dass Hallandsen demnächst wegen einer Tagung von Oslo nach Paris reist. Auf dem Weg zum Osloer Flughafen tricksen sie Hallandsen bzw. seinen Taxifahrer aus und nehmen ihm den Koffer sowie seinen Mantel ab. Als sie einen Pelzmantel für Valborg kaufen wollen, stellen sie allerdings fest, dass da gar kein Geld im Koffer ist. Bei einer genaueren Untersuchung des Koffers entdecken sie, dass der Koffer einen doppelten Boden hat, in dem sich brisante Dokumente finden. Aus diesen erfahren sie die wahren Hintergründe der illegalen Geschäfte des „Hohen Nordens“: Bang-Johansen und Hallandsen arbeiten für einen internationalen Waffenhändlerring, der verbotene Geschäfte auf der ganzen Welt tätigt. Das veruntreute Geld des „Hohen Nordens“ verwenden sie für ein internationales Waffenhandelsgeschäft, das in Paris abgewickelt wird. Bang-Johansen und Hallandsen kaufen für 750 Millionen US-Dollar Waffen, um sie anschließend für über eine Milliarde $ in mehrere afrikanische Bürgerkriegsländer zu verkaufen.
Auch die Polizei hat Informationen zu dem Fall, will der Sache aber lieber vorsichtig nachgehen, da ihr die Sache zu heikel ist. Kriminalkommissar Hermansen ist nach einer Krankheit zurückgekehrt und muss feststellen, dass sein Assistent Holm seine Position als erster Inspektor übernommen hat. Hermansen muss jetzt seinem ehemaligen Untergebenen Holm als Assistent helfen, der ebenfalls kein Interesse an der Sache hat bzw. unfähig ist.
Olsen sieht in den Papieren zu den illegalen Waffengeschäften seine Chance, an das Geld heranzukommen. Er versichert sich bei der Versicherungsgesellschaft „Hoher Norden“ für einen Millionenbetrag, so dass es theoretisch finanziell nicht vertretbar wäre, Egon zu beseitigen. Bei dem Übergabe-Treffen mit Bang-Johansen weist dieser Egon drauf hin, dass er wohl das Kleingedruckte nicht richtig gelesen habe, was den Vertrag unwirksam macht. Erneut gibt Bang Johansen dem Dummen Schwein den Auftrag, Egon zu beseitigen. In letzter Sekunde können ihn Kjell und Benny aus der Chemiefabrik Alnabru bei Oslo retten, wo er in Säure aufgelöst werden soll. Nachdem Egon knapp dem Dummen Schwein entkommen ist, sinnt er auf neue Methoden, um Direktor Bang-Johansen den Koffer abzujagen. In einem Osloer Hotel, wo Hallanden und Bang-Johansen sich mit dem Koffer aufhalten, will Egon ihnen diesen wieder abnehmen. Hallandsen und Bang-Johansen haben aber für den „Hohen Norden“ und ihren persönlichen Schutz den privaten Sicherheitsdienst K.B.G. (Kristoffersens Body Guards) als Bodyguards angeheuert, um auch so weitere Zwischenfälle zu vermeiden. Um sich aber unbemerkt in das Hotel einzuschleichen, verkleidet sich Egon als Frau mit Namen „Egone“ und überredet Valborg bei dem Coup mitzumachen. Sie bewerben sich als weibliche Reinigungskräfte im Hotel, um so an den roten Koffer zu kommen. Sie tricksen dabei erfolgreich den Sicherheitsdienst K.B.G. und ihren Chef, den Reinigungs-Inspektor, aus und holen sich den Koffer wieder. Sie werden aber enttarnt und müssen fliehen. Es beginnt eine wilde Autojagd durch ganz Oslo, bei der sie der K.B.G. mit ihren Kleintransportern verfolgt und sich auch Polizeifahrzeuge in die  Verfolgung einreihen. Die Olsenbande kann aber im letzten Moment mit dem Koffer entkommen. Bei ihrer Rückkehr in Kjells Wohnung wird Egon von der Polizei verhaftet und der Koffer mit den Dokumenten beschlagnahmt. Es scheint alles verloren zu sein. Für die Polizei erscheint der Fall zunächst ganz klar: Egon Olsen ist der Sündenbock. Holm wird von der norwegischen Justizministerin Mona Røkke belobigt, die er offensichtlich persönlich kennt und sie sogar mit ihrem Vornamen Mona am Telefon duzt sowie Hermansen wird in den vorzeitigen Ruhestand versetzt. Nachdem Egon wieder im Gefängnis ist, findet Benny im Kofferraum seines Wagens noch den Mantel, den sie damals Hallandsen abgenommen hatten. In dem Mantel entdecken Benny und Kjell mehrere Geldscheinbündel. Das ist die gesamte Beute.
Der Waffenhandel wird nach Auswertung der geheimen Dokumente aus dem Koffer von Egon Olsen durch das Justizministerium aufgedeckt und vereitelt. Der Sündenbock Egon Olsen wird nun rehabilitiert, freigelassen und zum norwegischen Volkshelden erklärt, denn er rettete den Frieden in der Welt. In einer Sonderausgabe des Dagbladet wird auf der Titelseite verkündet: „Egon Olsen sicherte den Weltfrieden!“ Egon Olsen und seine Bande werden mit einer Luxuslimousine zum Osloer Flughafen gefahren und dabei von der Polizei eskortiert. Vorher haben sie sich noch mit neuen Anzügen eingekleidet und auch Valborg bekommt endlich ihren neuen Pelzmantel. Am Flughafen wartet ein gechartertes SAS Scandinavian Airlines-Flugzeug auf sie, das sie mit den Millionen aus ihrem letzten gelungenen Coup direkt nach Monte Carlo bringen soll. Ihr ehemaliger Widersacher Kriminalkommissar Hermansen ist wieder Chef und dirigiert das Polizeiorchester, das sie feierlich beim Einsteigen in ihr Flugzeug verabschiedet. Was die Olsenbande allerdings nicht bemerkt: Im Cockpit des Flugzeuges sitzt ausgerechnet ihr allergrößter Feind, das Dumme Schwein (Biffen). Das Flugzeug mit der Olsenbande hebt ab und fliegt in Richtung Monaco...
Ende??? (norwegisch: Slutt???, erscheint am Schluss des Filmes).

## Kritik
„Das ist schon wieder zum Lachen - Viele krampfhafte Verwicklungen und ein Humor des aller einfachsten Niveaus - so regelrecht dumm ist das Ganze, dass es manchmal schon wieder komisch wirken kann. Über die Typen kann manchmal lachen, wie über Carsten Byhrings herrlichen Kjell und seine ewige Valborg in Aud Schønemanns fabelhafter Darstellung. Und über den Polizeichef Hermansen, gespielt von Sverre Wilberg. Diesem hoffnungslosen Kerl verfallen wir unwiderstehlich - nun meinen wir also Hermansen. Harald Heide-Sten junior als Taxifahrer mit Wurzeln in Hellas ist ebenfalls ein kleiner Fund.“

## Entstehungsgeschichte
- Olsenbandens aller siste kupp wurde von Teamfilm AS produziert mit Unterstützung von Nordisk Film, wie die Mitbenutzung derer Film-Studio und Kulissen in Valby. Teilweise spielen dadurch die verschiedenen Olsenbanden (dänische und norwegische) am gleichen Handlungsort. Einige Film-Szenen, bzw. Sequenzen wurden aus den Vorlagen Die Olsenbande fliegt über die Planke und Die Olsenbande fliegt über alle Berge zum Teil entnommen, wie z. B. in der Säurefabrik von Egon umgebracht werden soll.
- Im Unterschied zu den dänischen Filmen fasste man hier, wie ursprünglich auch von Henning Bahs und Erik Balling es geplant war, den zwölften und dreizehnten Film zu einem norwegischen Olsenbandenfilm zusammen. In Dänemark machte daraus zwei Filme, so den zwölften Film: Die Olsenbande fliegt über die Planke sowie den dreizehnten Film: Die Olsenbande fliegt über alle Berge. In Norwegen drehte man dafür später (1984) den dreizehnten Film eine eigenständige Fortsetzung, ohne dänischer Vorlage mit dem Titel: Men Olsenbanden var ikke død! (Aber die Olsenbande war nicht tot)
- Der Film endet mit derselben Szene, wie die 1984 folgende Fortsetzung Men Olsenbanden var ikke død! anfängt, wo sie Millionäre vom Osloer Flughafen feierlich verabschiedet werden.